# Кароно Пертузела
Кароно Пертузела (итал. Caronno Pertusella) је насеље у Италији у округу Варезе, региону Ломбардија.
Према процени из 2011. у насељу је живело 16377 становника. Насеље се налази на надморској висини од 196 м.

## Становништво
| 1936. | 1951. | 1961. | 1971.  | 1981.  | 1991.  | 2001.  | 2011.  |
| ----- | ----- | ----- | ------ | ------ | ------ | ------ | ------ |
| 5.508 | 6.565 | 7.298 | 10.225 | 11.494 | 11.723 | 12.052 | 16.397 |